# Marabacken-Notvikrå
Marabacken-Notvikrå este o arie protejată (arie specială de conservare — SAC, sit de importanță comunitară — SCI) din Suedia întinsă pe o suprafață de 13,2 ha, integral pe uscat.

## Localizare
Centrul sitului Marabacken-Notvikrå este situat la coordonatele 65°50′32″N 23°32′00″E / 65.8422°N 23.5333°E.

## Înființare
Situl Marabacken-Notvikrå a fost declarat sit de importanță comunitară în decembrie 1995 pentru a proteja 2 specii de plante. Situl a fost protejat și ca arie specială de conservare în martie 2011.

## Biodiversitate
Situată în ecoregiunea boreală, aria protejată conține 3 habitate naturale: Mlaștini împădurite, Mlaștini alcaline, Taiga vestică.
La baza desemnării sitului se află mai multe specii protejate de  plante (2): Calypso bulbosa, papucul doamnei (Cypripedium calceolus).